# برده‌داری در برزیل

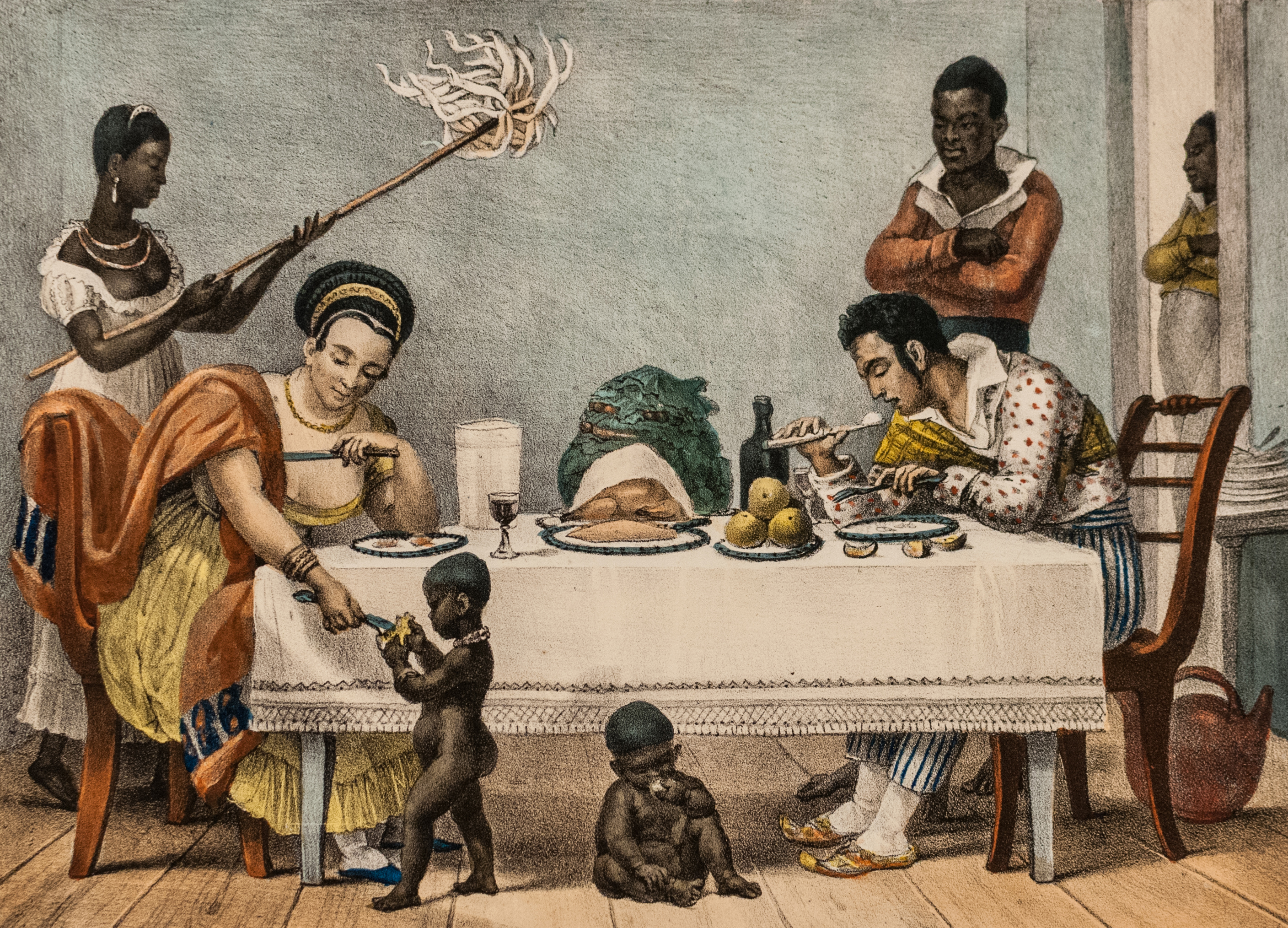
یک خانواده برزیلی در ریودوژانیرو توسط ژان باپتیست دبرت 1839

برده‌داری در برزیل (به انگلیسی: Slavery in Brazil) خیلی پیش از زمانی‌که پرتغالی‌های اولیه در سال ۱۵۳۲ مستقر شوند، شروع شده بود، بدین‌ترتیب که یکی از قبایل افراد دیگری را به بردگی می‌گرفت. بعداً استعمارگران، در مراحل اولیه استقرار برای سرپا نگه داشتن اقتصاد خود به کار افراد بومی شدیداً نیاز داشتند، و برای این منظور سیاحان سفرهایی انجام می‌دادند و مردم بومی را دستگیر و به بردگی می‌گرفتند، بومیان، این سیاحان را باندیراس می‌نامیدند. وارد کردن برده‌های آفریقایی در اواسط قرن ۱۶ شروع شد، اما برده‌گیری از مردم بومی برزیل تا قرنهای ۱۷ و ۱۸ ادامه داشت.

## تجارت برده
در دوران تجارت برده آتلانتیک برزیل بیش از هر کشور دیگر برده وارد کرد. از سال ۱۵۰۱ تا سال ۱۸۶۶ حدود ۹/۴ میلیون برده از آفریقا به برزیل آورده شدند. تا اوایل دهه ۱۸۵۰، بیشتر برده‌های آفریقایی که به سواحل برزیل آورده می‌شدند در بنادر ساحلی غرب آفریقای مرکزی مخصوصاً در لواندا (آنگولای کنونی) به زور سوار کشتی می‌شدند. امروزه، به‌استثناء نیجریه، بیشترین مردم آفریقائی‌تبار در برزیل مستقرند.
کار بردگان نیروی محرکه رشد اقتصاد شکر در برزیل بود، و صادرات اصلی مستعمره از سال ۱۶۰۰تا سال ۱۶۵۰، شکر بود. ذخایر طلا و الماس برزیل در سال ۱۶۹۰ کشف شد، که محرک افزایش واردات بردگان آفریقایی برای پیشبرد این بازار سودآور جدید شد.
سیستم‌های حمل و نقل برای زیرساخت‌های معدن توسعه یافت، و جمعیت از مهاجرانی که مایل به شرکت در جستجوی معدن طلا و الماس بودند رشد پیدا کرد. بعد از افت صنعت معدن در نیمه دوم قرن ۱۸ تقاضا برای برده‌های آفریقایی کاهش نیافت. پرورش دام و تولید مواد غذایی پس از رشد جمعیت گسترش یافت، که هر دو به شدت بر کار بردگان متکی بود. ازسال ۱۷۰۰ تا سال ۱۸۰۰ تعداد ۱٫۷ میلیون برده را از آفریقا به برزیل وارد کردند و افزایش قهوه در دهه ۱۸۳۰ باعث گسترش بیشتر تجارت برده شد.

## لغو برده‌داری

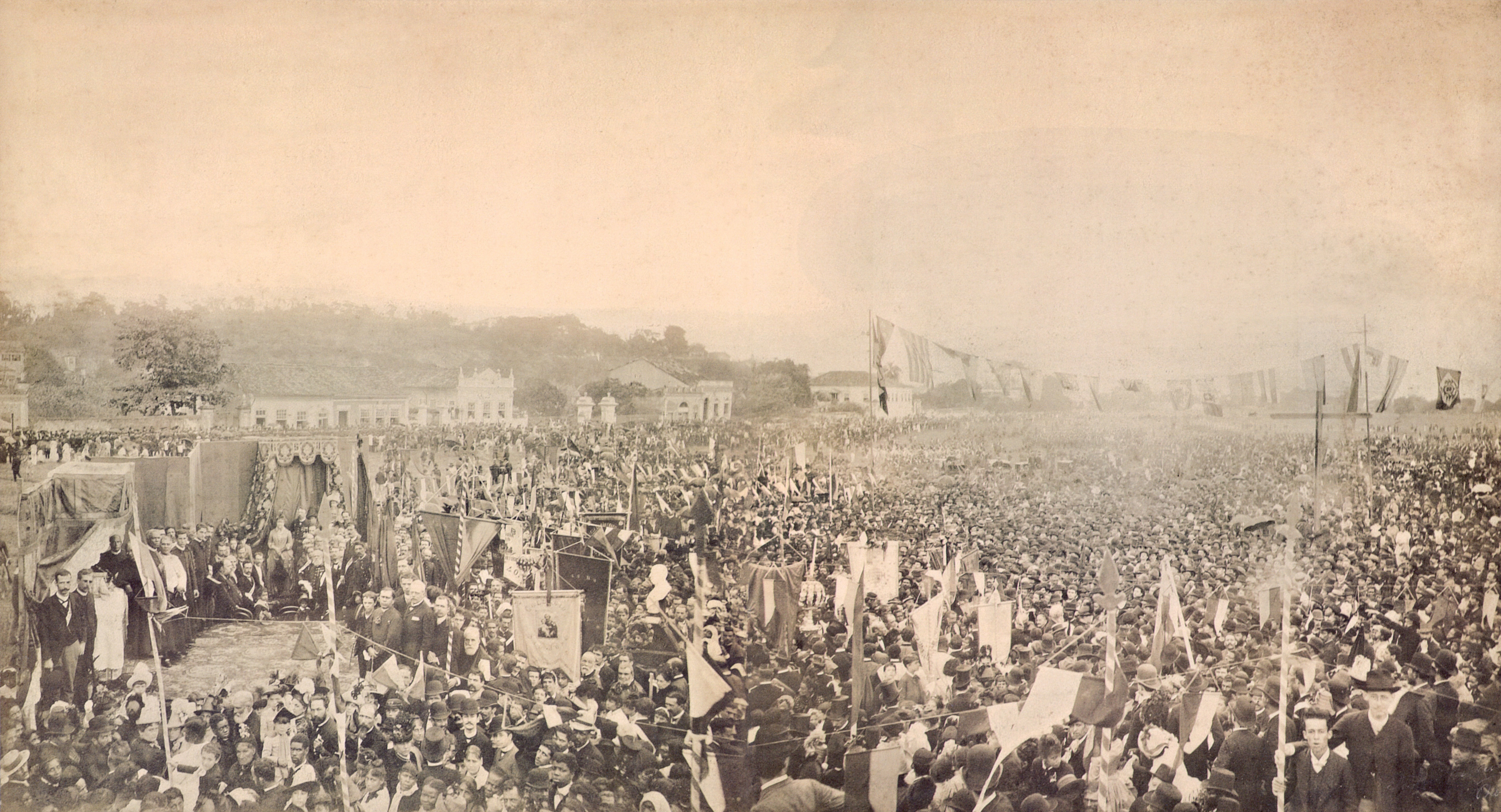
نگاره تجمع برای تایید لغو برده داری

برزیل آخرین کشور در جهان غرب بود که برده‌داری را لغو کرد. تا زمان لغو برده‌داری در سال ۱۸۸۸، حدود چهار میلیون برده از آفریقا به برزیل وارد شده بودند، که ۴۰ درصد ازکل بردگان انتقالی به قاره آمریکا را شامل می‌شدند. برای مقایسه ۱۰٪ آن‌ها به ایالات متحده آمریکا رسیدند.
با وجود لغو بردگی در قرن ۲۱ هنوز مردمی در برزیل هستند که در شرایط مشابه بردگی کار می‌کنند.